# (201497) Marcelroche
(201497) Marcelroche (asteroide n.º 201497) es un asteroide del cinturón principal, descubierto el 2 de mayo de 2003 por los astrónomos Ignacio Ferrín y Carlos Alberto Leal en el Observatorio Astronómico Nacional de Llano del Hato, ubicado en la Cordillera de Mérida, Venezuela.
Su nombre es en honor a Marcel Roche (1920-2003), destacado científico y médico, creador del Instituto de Investigaciones Médicas, director del Instituto Venezolano de Neurología en Investigaciones Cerebrales (IVNIC), fundador del Consejo Nacional de Investigaciones Científicas y Tecnológicas (CONICIT), y promotor del Observatorio Nacional de Llano del Hato.
Posee una excentricidad de 0,2860356 y un inclinación de 12,33149º.